# Badukiella
Badukiella är ett släkte av nattsländor. Badukiella ingår i familjen husmasknattsländor.
Kladogram enligt Catalogue of Life:
| Badukiella | \| \| Badukiella prohibita \| \| \| \| \| \| Badukiella subnigra \| \| \| \| |
|            | \| \| Badukiella prohibita \| \| \| \| \| \| Badukiella subnigra \| \| \| \| |
|            | Badukiella prohibita                                                         |
|            |                                                                              |
|            | Badukiella subnigra                                                          |
|            |                                                                              |